# Алгарвия
Алгарвия (порт. Algarvia)  —  район (фрегезия) в Португалии,  входит в округ Азорские острова. Расположен на острове Сан-Мигел. Является составной частью муниципалитета Нордеште. Население составляет 290 человек на 2011 год. Занимает площадь 5.4 км².